# 6teen
«6teen» (рус. «Шестнадцатилетние») — канадский мультсериал в жанре комедии положений. Мультфильм создан Дженнифер Пертш и Томом Макгиллисом для канала Teletoon. Он рассказывает о шести шестнадцатилетних подростках и их жизни. В США был показан телеканалами Nickelodeon и, позже, Cartoon Network. В России транслировался телеканалом 2x2. Дебютировал 7 ноября 2004 года в Канаде. С начала показа мультсериал насчитывает 91 эпизод (4 сезона) и два часовых спецвыпуска. Интересно, что название можно читать и как sixteen — шестнадцать, и как два отдельных слова: six — шесть, teen — подросток.

## Сюжет
Сериал рассказывает о жизни шести 16-летних подростков — Джонси Гарсиа, Никки Вонг, Джуда Лизовски, Джен Мастерсон, Вайетта Уильямса и Кейтлин Кук. Все они друзья и во время каникул решили начать работать. Действие мультсериала «6teen» происходит, в большинстве серий, в большом гипермаркете под названием «Галерея» («Galleria Mall»).

## Главные герои
Никки Вонг (фр. Nikki Wong)Никки может быть грубой, циничной и саркастичной, в то же время её можно назвать самой рациональной из всех друзей. У неё пирсинг в 10 местах на лице (4 в левом ухе, 4 в правом ухе, 1 в носу, 1 в брови). Она работает в магазине одежды «Поколение Хаки» («Khaki Barn»). Никки ненавидит шоколад. Любит музеи и выставки. Также ей нравится рок-музыка, и раздражает поп-культура. Её любимая группа «The Mighty Weasels», но втайне она слушает поп-бой-бэнд «Dawg Toy». Её отношения с Джонси являются одной из основных тем сериала. Джонси и Никки часто возобновляют и разрывают свои отношения. Слабостью Никки являются её родители, которых она стыдится из-за причудливого внешнего вида. По происхождению китаянка. Роль озвучила Стэйси ДеПасс.
Кейтлин Кук (фр. Caitlin Cooke)Всегда располагает к себе людей, так как очень добра и улыбчива. Работает в баре-лимоне «Большой Жим» («Big Squeeze»), так как совсем не считает, что первая работа должна быть чем-то выдающимся. Кейтлин — шопоголик. Она всегда в курсе новых тенденций и любит встречаться с привлекательными парнями. Бывает рассеяна, ревнива и эгоцентрична. Она любит друзей, тем не менее, почти всегда готова променять их на хорошую распродажу. Её мобильный рингтон — «Baby One More Time» Бритни Спирс. Как персонаж она появляется в первой серии и вступает в компанию пяти друзей. По счастливой случайности, Джен в этот момент меняла работу. Она сразу хотела попасть в спортивный магазин «Штрафная Скамья» («Penalty Box»), но из-за отсутствия опыта её послали работать в «Большой Жим». Когда же её приняли в скамью, она отдала своё место в «Лимоне» Кейтлин. Собственно, Кейтлин до этого была богатой девочкой, но после инцидента с кредитной картой отца, ей пришлось подрабатывать в «Лимоне». По происхождению англичанка. Роль озвучила Брук Д’Орсей.
Джен Мастерсон (фр. Jen Masterson)Спортивная девушка, увлекается спортом. Любимый вид спорта баскетбол. Обожает конфеты в виде шоколадных лыж. Часто говорит быстрее, чем думает. Джен ответственная, обязательная и очаровательная. Очень любит давать советы и считает себя талантливым организатором, из-за чего над ней часто подтрунивают друзья. У неё аллергия на грибы. В 7 классе была влюблена в Джонси и мечтала его поцеловать, а впоследствии стала его сводной сестрой. По происхождению ирландка. Роль озвучила Миган Фаленбок.
Ваетт Уильямс (фр. Wyatt Williams)Юноша-афроамериканец. Поёт, играет на гитаре и обладает замечательным чувством юмора. Кроме того, самый интеллигентный и мягкий из своих друзей. Он типичный «хороший парень». У него проблемы при разговорах с девушками, ему необходима поддержка друзей, он верит в удачу. Зависит от кофе, быстро выходит из себя без кофеина. Он акрофоб. По ходу сериала часто подвергается обвинениям друзей в своей слабохарактерности. Встречался с Сереной. Долго не мог пережить расставания с ней. Далее играя в группе встретил бас- гитаристку Марлоу, влюбился и предложил встречаться. Несмотря на все его промахи Марлоу довольно долго остаётся с Ваеттом. Но позже они устают друг от друга и расстаются. Роль озвучил Джесси Гиббонс.
Джонси Гарсия (фр. Jonesy Garcia)С ним связана одна из постоянных сюжетных линий сериала. Он интересуется двумя вещами — хоккеем и девочками, вниманием которых он не обделён. Джонси ленивый, самодовольный и настойчивый. Страдает от клаустрофобии и гемофобии. Единственный человек, который может его успокоить — это Никки. Сводная сестра — Джен. Джонси — единственный из шестёрки, кто не имеет постоянного места работы. В начале каждой серии он находит себе новую должность, о которой говорит, что «это лучшая работа на свете», а в конце обязательно теряет её из-за какого-нибудь нелепого случая или дерзкого проступка. По знаку Зодиака Джонси Телец. По происхождению испанец. Роль озвучил Терри Макгуррин.
Джуд Лисовски (фр. Jude Lizowski)Увлекается экстримом. Очень серьёзно относится к дружбе. И практически никогда не снимает свою шапочку, кроме 11 серии 1 сезона, чтобы пойти на подставное свидание с Джен и в 13 серии 2 сезона, чтобы не прекращать отношений. Не расстаётся со своим скейтом. Он непредсказуем. Кажется, что он ничего не принимает всерьёз, но если есть какая-то проблема, то он предложит самое лучшее её решение. Его IQ 175. Обращается к друзьям «чувак» (dude), «братан» (bro), к подругам «чувиха и сестренка» (dudette & bra). Встречался со Стар, но когда она стала готессой и назвала себя Небулой, они расстались по обоюдному согласию. По происхождению еврей. Роль озвучил Кристиан Потенза.

## Второстепенные герои
Старр (Starr)Бывшая девушка Джуда, работающая в «Вегетарианском острове» («Vegan Island»). Встречалась с Джудом, потому что совпадали их личностные качества. Позднее она поменяла имя и стиль жизни и стала готессой по имени Небула. Но в конце концов она надеется снова вернуться к Джуду.
Клоны (The Clones)Крисси, Кристен и Кирстен (более известные как Клоны) работают вместе с Никки в магазине одежды «Поколение Хаки» («Khaki Barn») и постоянно досаждают ей. Крисси — ассистент менеджера магазина и, в какой-то степени, лидер двух других клонов. Несмотря на то что они выглядят примерно одинаково, у них есть отличия. Крисси имеет короткие светлые волосы, тогда как у Кристен волосы длинные и светлые, и она носит обруч синего цвета, а у Кирстен светлые волосы забраны наверх и собраны в хвост с зелёной резинкой для волос. Крисси на два года старше Кристен и Кирстен, а также она является членом поэтического общества «Эспрессо». Некоторое время Крисси была членом Рыцарского Джедай-клуба.
Тренер Халдер (Coach Halder)Тренер Халдер (или просто «Тренер» для Джен и других работников магазина) — менеджер и владелец магазина спортивных товаров «Штрафная скамья» («Penalty Box»), выдающий «штрафы» за малейшие провинности. Вопит «МАСТЕРСОН!» всякий раз, когда Джен постигает какая-либо неудача. Не любит выдавать штрафы самому себе. Его единственная слабость — боязнь мышей и пауков. У него плохое зрение, но когда он носит очки, оно становится острым как у орла. Его любимый праздник в году — Хэллоуин.
Дарт (Darth Mall)Типичный архетип — «ботаник». Некрасив, физически слаб, носит брекеты и очки, страдает от угревой сыпи. Помешан на Звёздных войнах, отсылкой к которым является его имя. Хорошо разбирается в технике. Испытывает проблемы в общении с девушками, хотя и встречается с Джули. Испытывает глубокую симпатию к Никки.
Рон (Ron)Рон старый ветеран запаса с постоянной гримасой злобы на лице, работающий начальником охраны молла «Галерея» («Galleria Mall»). Является одним из главных антагонистов сериала. С недоверием относится к ребятам и часто наказывает их за нарушения порядка или порчу имущества.
Уэйн (Wayne)Уэйн — менеджер, а позднее владелец «Подпольного Видео», магазина по продаже в аренду фильмов, специализирующегося на независимом кино. У него небритая щетина, неснимаемые им наушники, и лохматая голова. Он — саркастичный, циничный, сардонический, пессимист-всезнайка, который дружит только с теми, чьи кинематографические знания близки или равны его собственным знаниям. Уэйн ненавидит Джонси, и всё, что Джонси считает крутым, особенно фильм «Top M16» (аллегория фильма «Топ Ган» («Top Gun»)). Джуд и Ваетт приходят работать к Уэну в «Подпольное Видео» после того, как Ваетт уволился, а шашлычную Джуда закрыл санитарный инспектор. Уэйн постоянно слушает группу «The Clash».
Триша ХолмсБывшая подруга Кейтлин. Вредная и завистливая. Готова на любые пакости, если с Кэйтлин у неё разгорается конфликт интересов (например, если им понравился один парень).
ДжулиДжули — работник «Изумительное Тако» («Wonder Taco») и девушка Дарта. Также она является членом Рыцарского Джедай-клуба. Несмотря на недостатки внешности, отличается скромностью, добротой и отзывчивостью.
Стюарт ГолдстайнФармацевт, который регулярно покупает различные товары в магазинах «Поколение Хаки» и «Штрафная скамья». И также регулярно он попадает в смешные ситуации. В одном из эпизодов Джонси становится его помощником, но в скором времени Голдстайн увольняет его.
Целующаяся парочкапоявляется почти в каждой серии и очень часто не вовремя, например, когда Кейтлин только что бросили.

## Список серий
| Сезон | Сезон | Эпизоды | Год  | DVD релиз       |
| ----- | ----- | ------- | ---- | --------------- |
|       | 1     | 26      | 2004 | 22 июня 2005    |
|       | 2     | 26      | 2005 | 21 декабря 2006 |
|       | 3     | 26      | 2007 | 18 мая 2008     |
|       | 4     | 13      | 2009 | 11 февраля 2010 |